# Heterodontus portusjacksoni
O tubarão-de-port-jackson (Heterodontus portujacksoni) é um peixe cartilagíneo do gênero Heterodontus. Esta espécie possui barbatanas dorsais com espinhos, cabeça grande, com sulcos proeminentes na testa e marcas num tom castanho escuro, que se assemelham a marcas de chicote, num corpo castanho cinza, mais claro. Tubarão de Port Jackson  é endêmico na Austrália, sendo um habitante comum da costa a 30°S da Byron Bay (Nova Gales do Sul) até  Abrolhos Houtman (a leste), incluindo a Tasmania. Relatos de sua presença na York Sound ( Nordeste da  Austrália) e Baía Moreton (Queensland) são questionáveis. A única aparição na Nova-Zelândia vem de uma única pessoa (Last and Stevens 2009). Tem tamanho médio (165 cm de comprimento em média).